# Lamium galeobdolon
La falsa ortica gialla (nome scientifico Lamium galeobdolon (L.) L., 1759) è una piccola pianta erbacea perenne dai fiori gialli e labiati appartenente alla famiglia delle Lamiaceae.

## Etimologia
Uno dei primi studiosi dell'antichità ad usare il nome generico di questo fiore (Lamium) è stato Gaio Plinio Secondo (Como, 23 – Stabia, dopo l'8 settembre 79), scrittore e naturalista latino, il quale ci indica anche una possibile etimologia: questo termine discenderebbe da un vocabolo greco ”laimos” il cui significato è “fauci – gola”. Ma potrebbe discendere anche da altre parole greche: ”lamos” (= larga cavità), oppure dal nome di una regina libica ”Làmia”. In quest'ultimo caso il collegamento esiste in quanto le mamme greche, per far star buoni i loro bambini, descrivevano questa regina come un mostro capace di ingoiarli (come del resto fa il fiore di questa pianta quando un bombo entra nel tubo corollino in cerca del nettare). L'epiteto specifico (galeobdolon) deriva da due parole greche, "galen" ( = puzzola, gatta o donnola) e "bdoloj" ( = odore sgradevole) ed è stato usato per la prima volta sempre dallo storico Plinio e fa riferimento all'odore fetido delle foglie se vengono stropicciate con le mani. Il colore dell'infiorescenza e la somiglianza con le foglie dell'ortica ha invece determinato uno dei nomi comuni: ”falsa ortica gialla”.
Il binomio scientifico attualmente accettato (Lamium galeobdolon) è stato proposto da Linneo (Rashult, 23 maggio 1707 –Uppsala, 10 gennaio 1778), biologo e scrittore svedese, considerato il padre della moderna classificazione scientifica degli organismi viventi, nella pubblicazione "Amoenitates Academici seu dissertationes variae physicae, medicae... - 4: 485. " del 1759. Prima ancora (nel 1759) questa pianta era stata descritta sempre da Linneo nella pubblicazione "Species Plantarum - 2: 580." con il nome (ora considerato il basionimo di questa specie) di Galeopsis galeobdolon.

## Descrizione

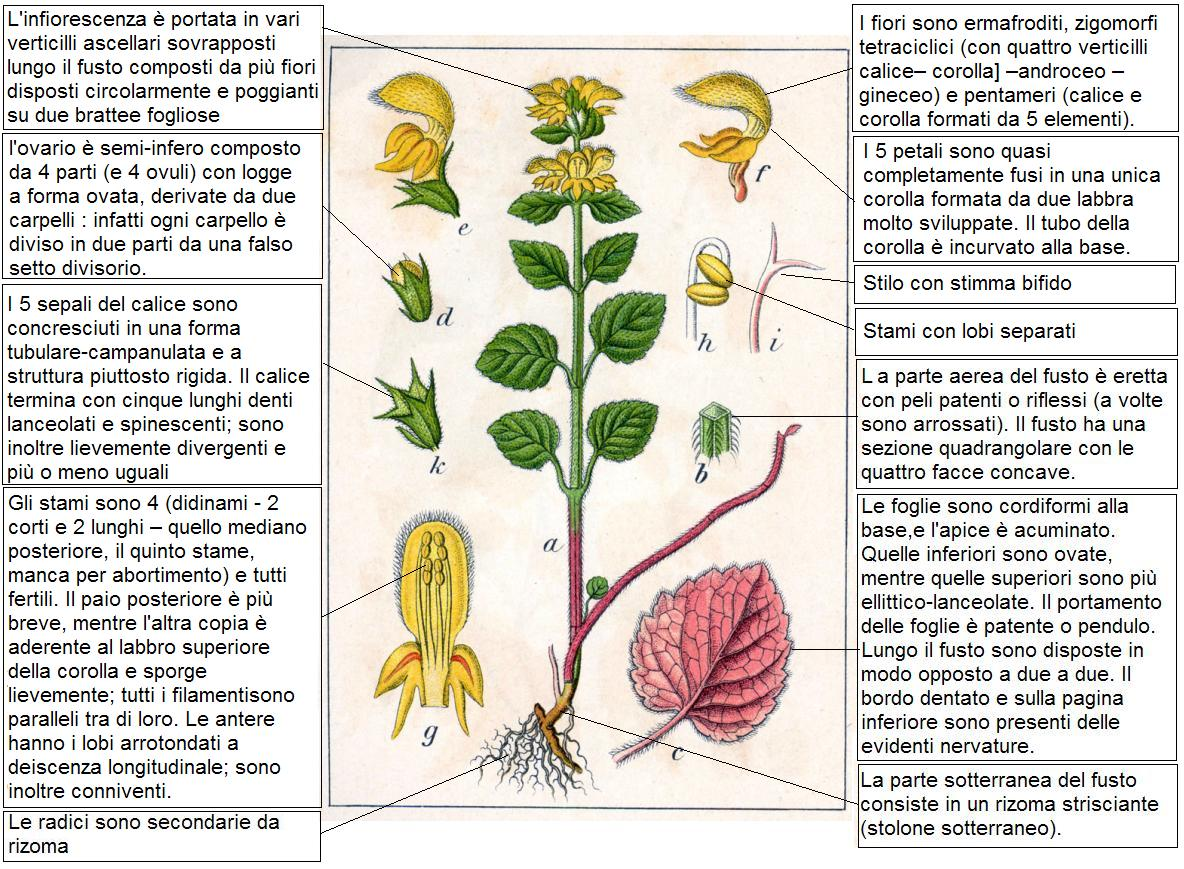
Descrizione delle parti della pianta

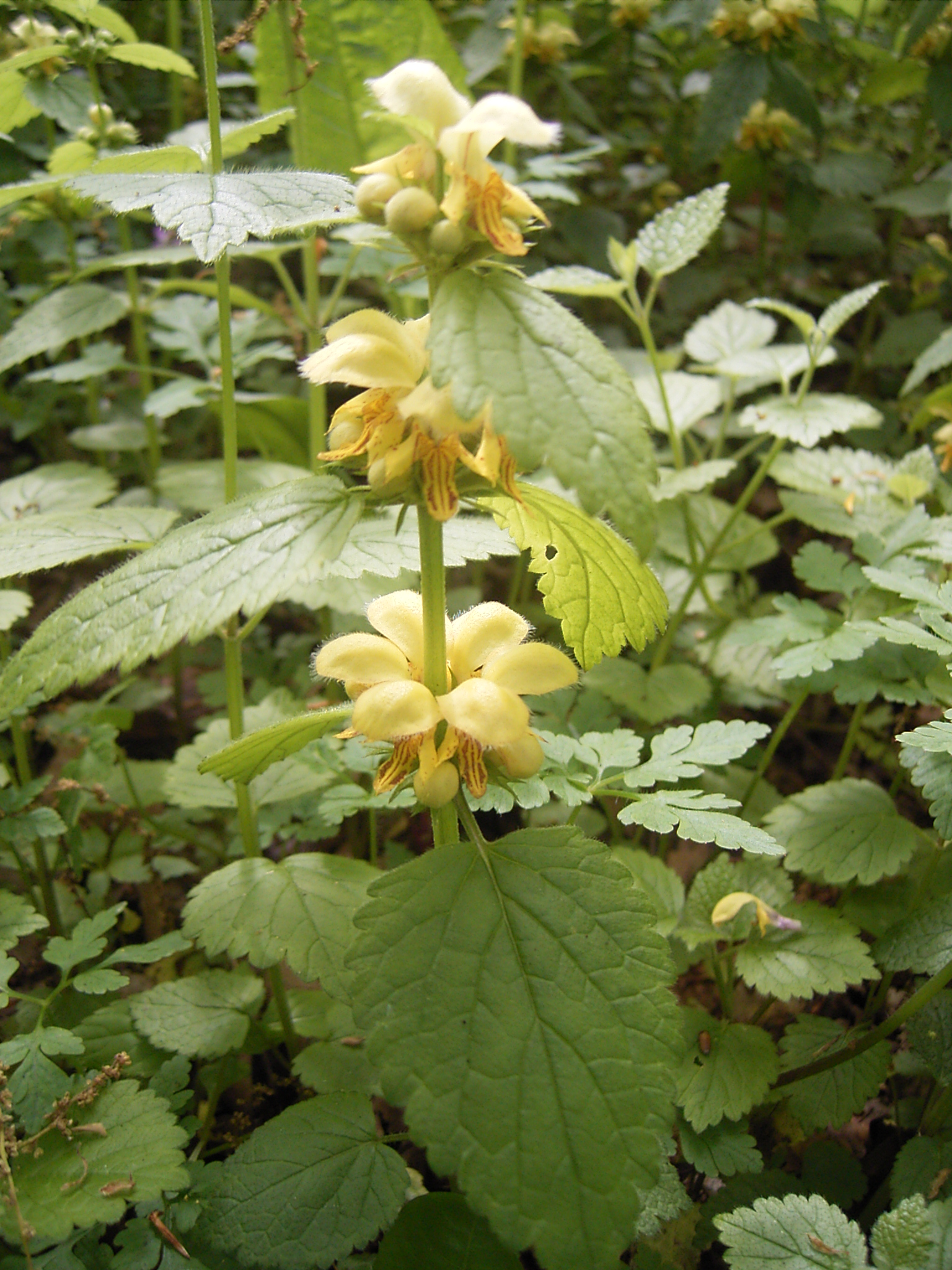
Il portamento (subsp. galeobdolon)

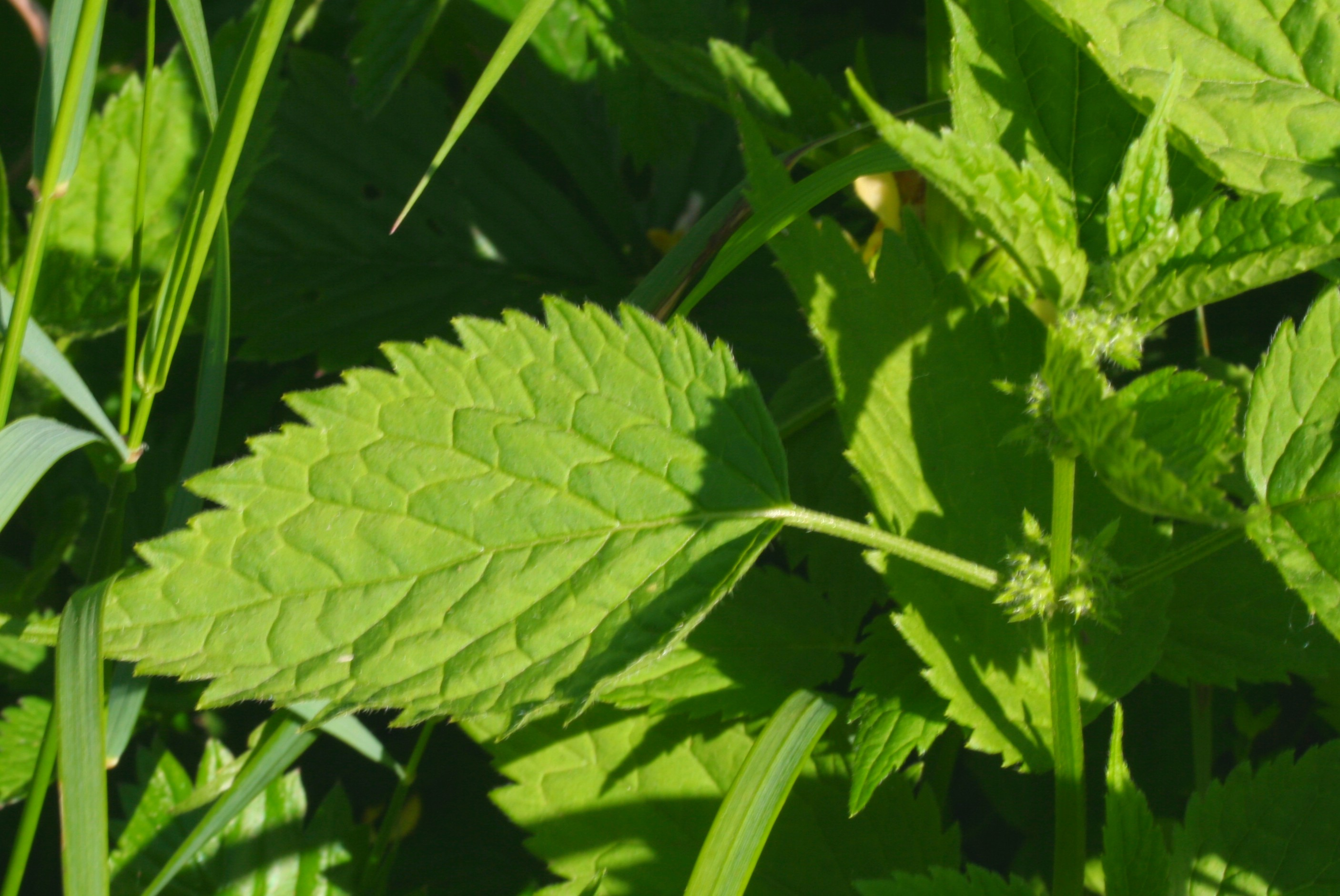
Le foglie (subsp. flavidum)

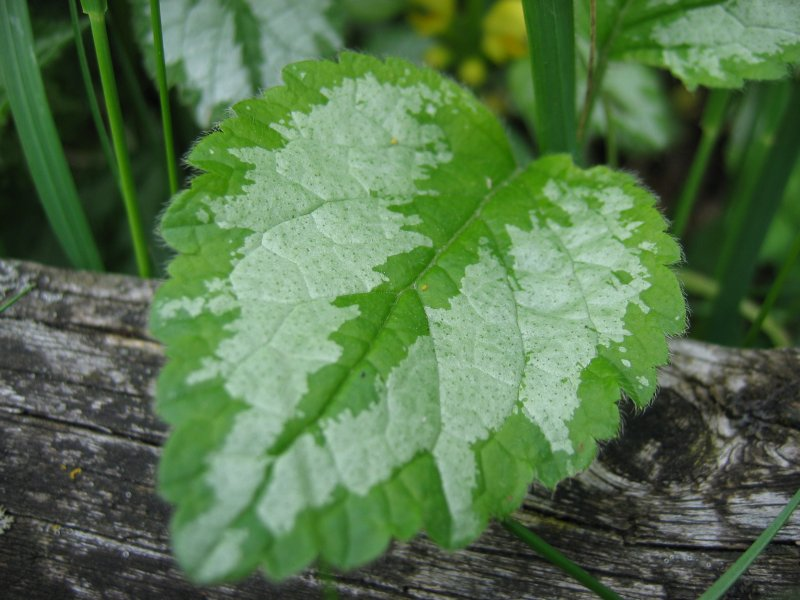
Le foglie (subsp. argentatum)

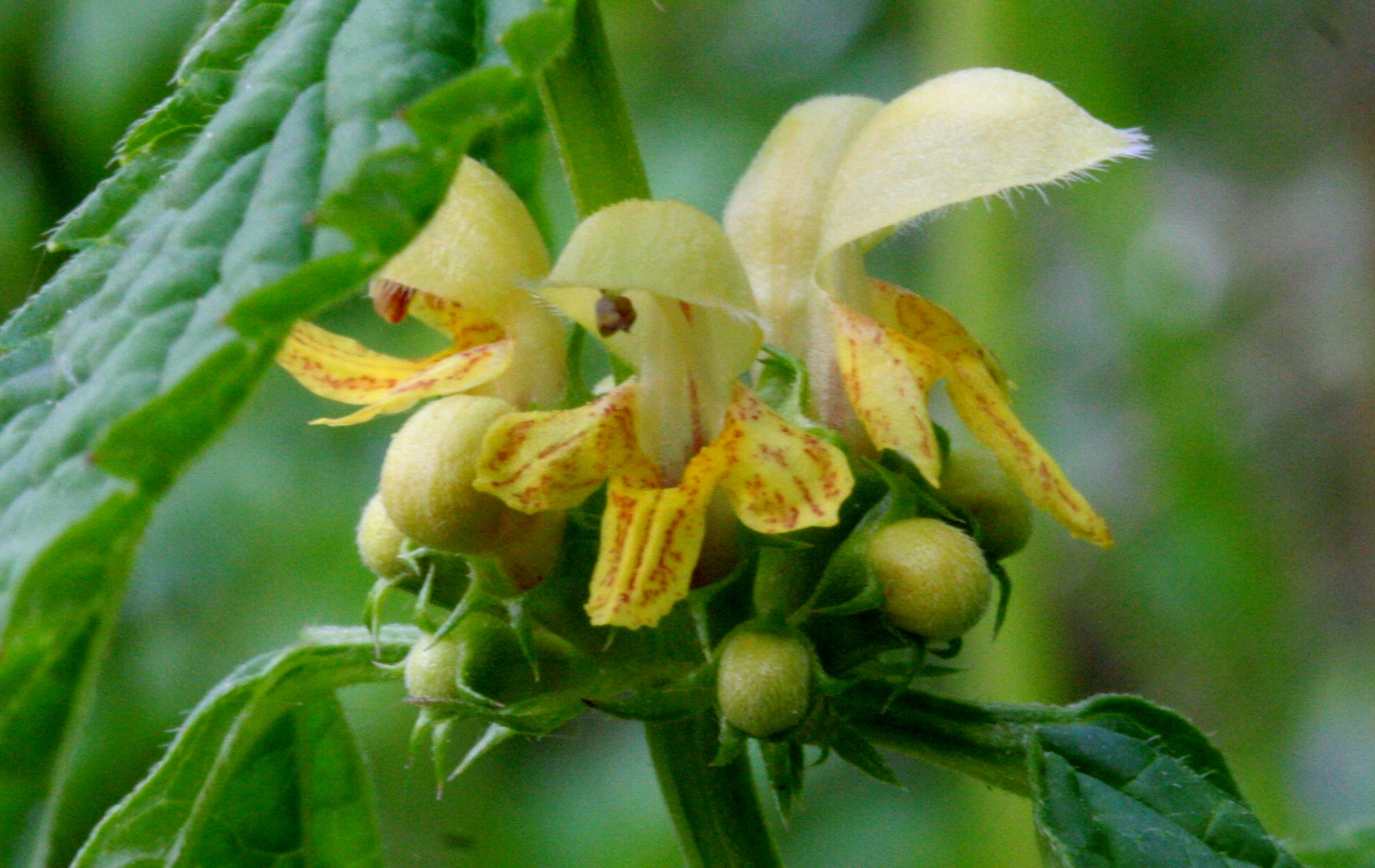
Infiorescenza (subsp. flavidum)

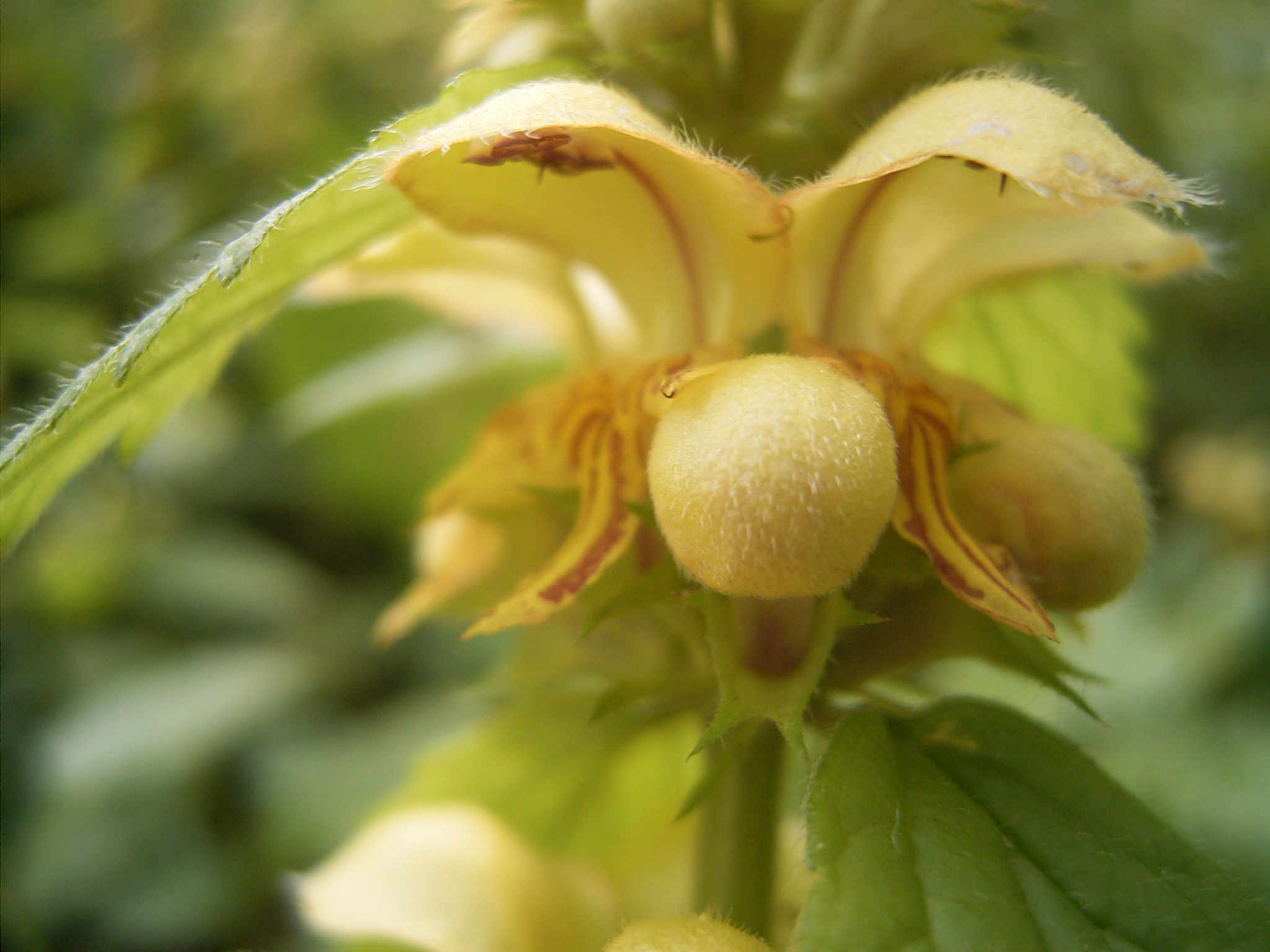
Il fiore

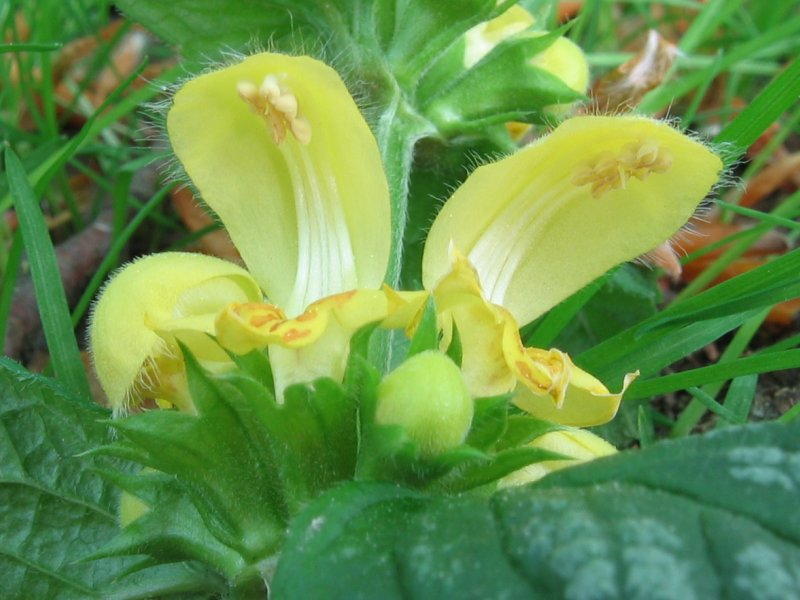
Gli stami

La pianta in genere è poco pelosa anche se alcune parti (le foglie) sono quasi tomentose. L'altezza della pianta oscilla fra i 15 e i 70 cm. La forma biologica è emicriptofita scaposa (H scap), ossia è una pianta erbacea, perenne con gemme svernanti al livello del suolo e protette dalla lettiera o dalla neve, dotata di un asse fiorale più o meno eretto e con poche foglie.

### Radici
Le radici sono secondarie da rizoma.

### Fusto
- Parte ipogea: la parte sotterranea del fusto consiste in un rizoma strisciante (stolone sotterraneo).
- Parte epigea: la parte aerea del fusto è eretta con peli patenti o riflessi (a volte sono arrossati). Il fusto ha una sezione quadrangolare a causa della presenza di fasci di collenchima posti nei quattro vertici, mentre le quattro facce sono concave.

### Foglie
Le foglie, tutte picciolate sono cordiformi alla base, mentre l'apice è acuminato. Quelle inferiori sono ovate, mentre quelle superiori sono più ellittico-lanceolate. Il portamento delle foglie è patente o pendulo. Lungo il fusto sono disposte in modo opposto a due a due e sono prive di stipole. La superficie è pubescente quasi tomentosa (specialmente ai margini), il bordo è irregolarmente e grossolanamente dentato e sulla pagina inferiore sono presenti delle evidenti nervature. Il colore delle foglie è verde scuro. Dimensione delle foglie inferiori: larghezza 8 cm; lunghezza 12 cm. Dimensione delle foglie superiori: larghezza 7 cm; lunghezza 11 cm. 

### Infiorescenza
L'infiorescenza è portata in vari verticilli ascellari sovrapposti lungo il fusto. Ogni verticillo è composto da più fiori (da 2 a 10) disposti circolarmente a corona poggianti su due brattee fogliose (o semplicemente foglie più piccole rispetto a quelle lungo il fusto); queste sono sub-sessili. Le brattee del verticillo seguente sono disposte in modo alternato. 

### Fiore
I fiori sono ermafroditi, zigomorfi (il calice è attinomorfo), tetraciclici (con i quattro verticilli fondamentali delle Angiosperme: calice– corolla – androceo – gineceo) e pentameri (calice e corolla formati da cinque elementi). Sono inoltre omogami (autofecondanti), senza profumo (o solo un leggero aroma balsamico, però sgradevole) ma ricchi di nettare.
- Formula fiorale. Per questa specie la formula fiorale della famiglia è la seguente:

X, K (5), [C (2+3), A 2+2], G (2), supero, drupa, 4 nucole
- Calice: i cinque sepali del calice sono concrescenti (calice gamosepalo) in una forma tubulare-campanulata e a struttura piuttosto rigida; è inoltre persistente. Il calice termina con cinque lunghi denti lanceolati e spinescenti; sono inoltre lievemente divergenti e più o meno uguali (simmetria di tipo attinomorfa). La superficie del calice è pelosa ed è inoltre percorsa da 5 – 10 nervature longitudinali. Lunghezza del tubo del calice: 7 mm. Lunghezza dei denti: 2 – 3 mm.
- Corolla: i cinque petali sono quasi completamente fusi (gamopetalo) in un'unica corolla pubescente formata da due labbra molto sviluppate. Il tubo della corolla è incurvato alla base. Il labbro superiore (composta da due dei cinque petali concrescenti) è a forma di cappuccio ben sviluppato; in questo modo protegge gli organi di riproduzione dalle intemperie e dal sole. Il labello (labbro inferiore composta dai tre petali rimanenti) è formato da un lobo centrale anch'esso ben sviluppato e piegato verso il basso per fare da base di “atterraggio” agli insetti pronubi e da due lobi laterali più piccoli (lunghi ¼ - ½ rispetto a quello centrale). Le fauci sono circondate da un anello di peli obliqui per impedire l'accesso ad insetti più piccoli e non adatti all'impollinazione. I bordi della corolla sono smarginati e pelosi. I due labbri divergono di circa novanta gradi. Il colore della corolla è giallo con macchie interne brune, soprattutto sui lobi inferiori, che servono da guida agli insetti pronubi; nella parte interna possono essere presenti delle striature violette. Lunghezza della corolla: 14 – 25 mm.
- Androceo: gli stami dell'Androceo sono quattro (didinami - due corti e due lunghi – quello mediano posteriore, il quinto stame, manca per aborto) e tutti fertili. Il paio posteriore è più breve, mentre l'altra copia è aderente al labbro superiore della corolla e sporge lievemente; tutti i filamenti sono paralleli tra di loro. Le antere hanno i lobi arrotondati a deiscenza longitudinale; sono inoltre conniventi. Le antere sono quasi prive di peli e i lobi sono staccati; il loro colore è bruno chiaro.
- Gineceo: l'ovario del Gineceo è semi-infero (quasi supero) composto da quattro parti (quindi quattro ovuli) con logge a forma ovata, derivate da due carpelli: infatti ogni carpello è diviso in due parti da una falso setto divisorio. L'ovario è troncato all'apice. Lo stilo è semplice ed è inserito tra i carpelli alla base dell'ovario (stilo “ginobasico”). Lo stimma è bifido: termina in due lacinie più o meno uguali. Il nettare è nascosto sotto l'ovario.
- Fioritura: da maggio (o aprile) a luglio (o agosto).

### Frutti
Il frutto è una nucula acheniforme (schizocarpo) troncato all'apice; più precisamente è una drupa (ossia una noce) con quattro semi (uno per ovulo derivato dai due carpelli divisi a metà). Questo frutto nel caso delle Lamiaceae viene chiamato “clausa”. Le quattro parti in cui si divide il frutto principale, sono ancora dei frutti (parziali) ma monospermici (un solo seme) e privi di endosperma. I frutti si trovano all'interno del calice persistente.

## Riproduzione
- Impollinazione: l'Impollinazione è entomofila ossia tramite insetti e in particolare tramite il Bombo, ma anche api. In effetti la corolla di queste piante è sorprendentemente conformata alle dimensioni e struttura dei Bombi. Quando questi insetti cercano di entrare nel tubo corollino per raggiungere i nettari (posti alla base dell'androceo) con le loro vibrazioni scuotono le antere poste all'interno del labbro superiore. In questo modo fanno scendere e quindi aderire al loro dorso peloso il polline della pianta. Visitando poi un altro fiore, parte di questo polline andrà a cadere sullo stimma provocando così l'impollinazione e la successiva fecondazione. Questo senz'altro è uno dei più interessanti mutui rapporti tra mondo animale e mondo vegetale per il raggiungimento di reciproci interessi. È da aggiungere comunque che qualora il tubo corollino si presentasse troppo stretto per prelevare il nettare, il Bombo allora si porta all'esterno del fiore e incomincia a rosicchiare la base della corolla raggiungendo così alla fine, per una via non naturale, il suo obiettivo: il nettare. In questo modo però si “rompe” il mutuo rapporto a favore solamente dell'insetto; il fiore non verrà impollinato e rimarrà sterile.[2]
- Riproduzione: la fecondazione avviene fondamentalmente tramite l'impollinazione dei fiori (vedi sopra).
- Dispersione: i semi cadendo a terra (dopo essere stati trasportati per alcuni metri dal vento – disseminazione anemocora) sono successivamente dispersi soprattutto da insetti tipo formiche (disseminazione mirmecoria). I semi hanno una appendice oleosa (elaisomi, sostanze ricche di grassi, proteine e zuccheri) che attrae le formiche durante i loro spostamenti alla ricerca di cibo.[13]

## Tassonomia
La famiglia di appartenenza della specie (Lamiaceae), molto numerosa con circa 250 generi e quasi 7000 specie, ha il principale centro di differenziazione nel bacino del Mediterraneo e sono piante per lo più xerofile (in Brasile sono presenti anche specie arboree). Per la presenza di sostanze aromatiche, molte specie di questa famiglia sono usate in cucina come condimento, in profumeria, liquoreria e farmacia. Il genere Lamium si compone di circa 20 - 30 specie gravitanti nella maggioranza dei casi attorno al bacino del Mediterraneo, una decina delle quali vivono spontaneamente in Italia. Nelle classificazioni meno recenti la famiglia Lamiaceae viene chiamata Labiatae.
La pianta di questa voce fa parte della sezione Galeobdolon. Sezione caratterizzata dall'avere il tubo corollino ricurvo nella parte basale e un anello di peli obliquo alle fauci della corolla.
La denominazione scientifica di questa pianta non è completamente accettata da tutti i botanici. Sandro Pignatti, nella FLORA d'ITALIA, assegna questa pianta al genere Lamiastrum Fabr., che però lo definisce “non validamente pubblicato” e propone quindi un altro nome per il genere: Galeobdolon Adanson.
Il numero cromosomico di L. galeobdolon è: 2n = 18.

### Variabilità

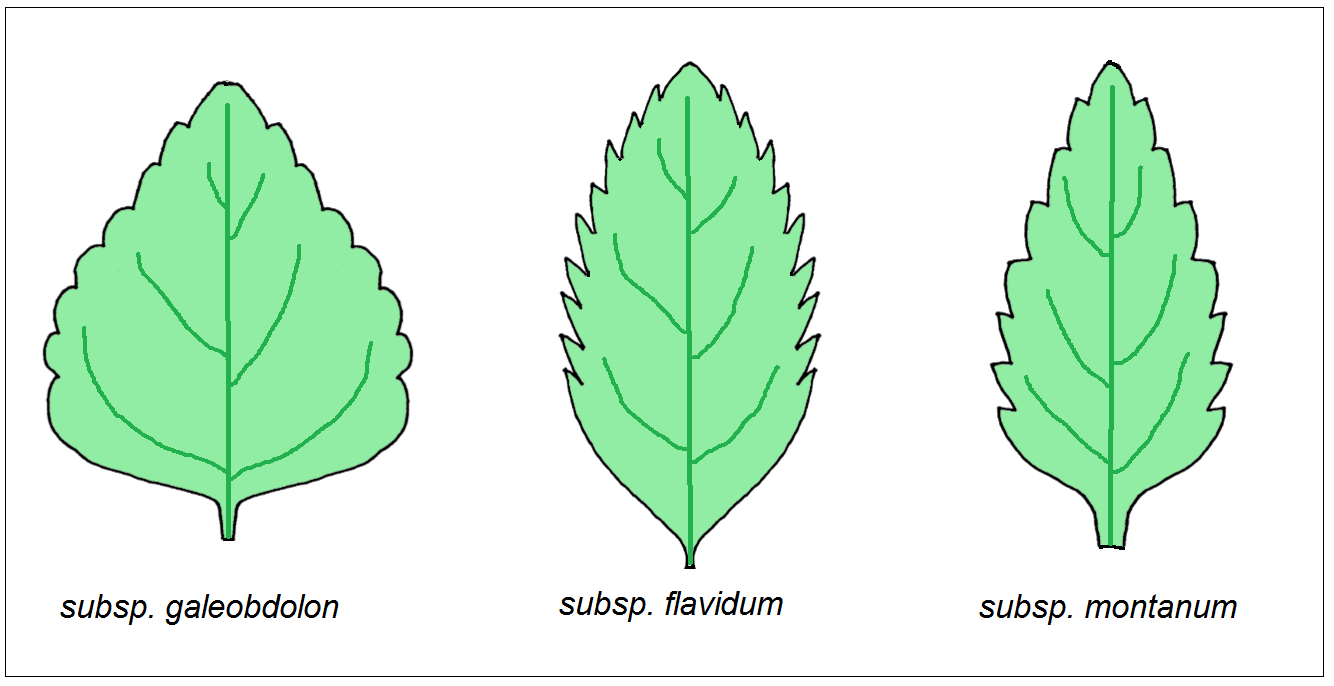
Le foglie

Con la specie Lamium galebdolon siamo in presenza di un gruppo polimorfo. In particolare lo studio citotassonomico ha messo in evidenza le tre sottospecie descritte di seguito. Nel dettaglio le due sottospecie galeobdolon e flavidum sono diploidi e sono stanziate una al sud e l'altra al nord, mentre la sottospecie montanum è tetraploide e da un punto di vista areale occupa delle zone intermedie rispetto alle prime due. Inoltre montanum potrebbe essere una specie “allotetraploide” derivata per ibridazione delle altre due; ma questa ipotesi è ancora da verificare.

#### Subsp.flavidum

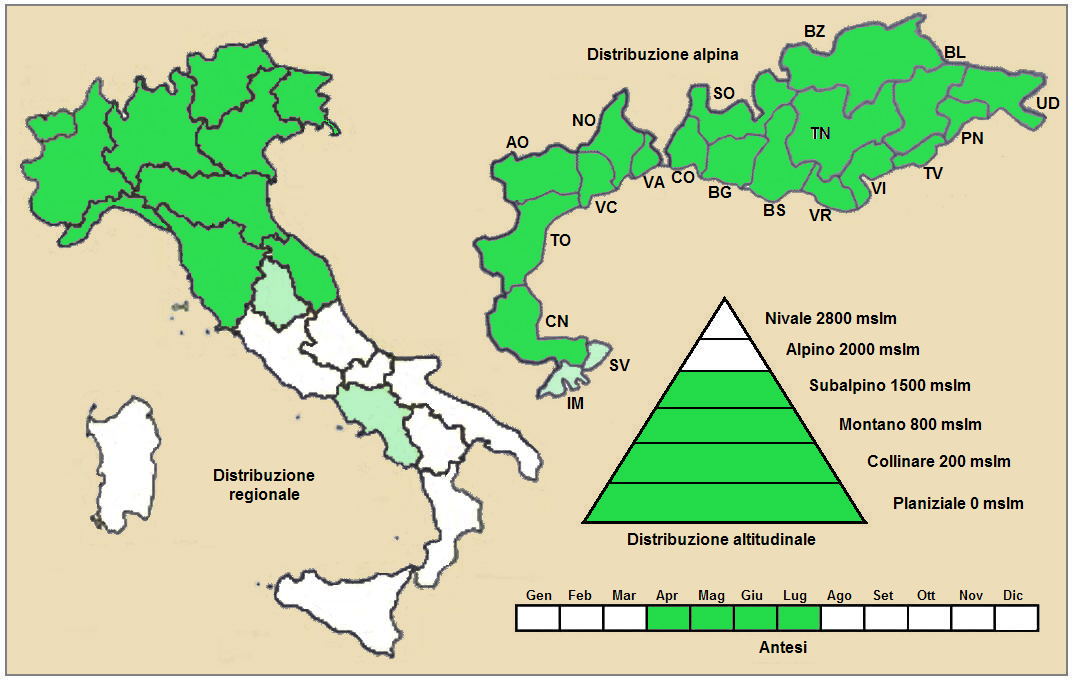
Distribuzione della sottospecie flavidum
(Distribuzione regionale – Distribuzione alpina)

- Nome scientifico: Lamium galeobdolon (L.) L.  subsp. flavidum (F. Hermann) Á. Löve & D. Löve, 1961
- Descrizione: non sono presenti degli stoloni basali; il fusto è alto dai 25 ai 70 cm. ed è ramoso (rami fiorali eretti e pelosi); le foglie bratteali superiori tendono ad essere più lanceolate (quasi acuminate) e il rapporto lunghezza/larghezza è pari a 2,2 – 4,2, mentre il margine è grossolanamente dentato e i denti sono facilmente divergenti; nell'infiorescenza ogni pianta ha mediamente da 3 a 8 verticillastri con una corona formata da 5 – 8 fiori ciascuno; la corolla è meno lunga (lunghezza:14 – 18 mm).[9]
- Geoelemento: il tipo corologico (area di origine) è Orofita – Sud Est Europeo.
- Distribuzione: questa pianta si trova nelle Alpi e negli Appennini settentrionali. In Europa si trova nelle Alpi Dinariche.
- Habitat: l'habitat tipico per questa sottospecie sono i macereti a substrato calcareo e boschi umidi di latifoglie (ontaneti, faggete, querceti, pioppeti e carpineti) ma anche boschi di conifere. Il substrato preferito è sia calcareo che siliceo con pH neutro e alti valori nutrizionali con terreno mediamente umido.[16]
- Distribuzione altitudinale: sui rilievi queste piante si possono trovare sui seguenti piani vegetazionali: collinare, montano e subalpino.
- Fitosociologia: dal punto di vista fitosociologico Lamium galeobdolon appartiene alla seguente comunità vegetale:[16]

Formazione : delle comunità forestali
Classe : Carpino-Fagetea sylvaticae

#### Subsp.galeobdolon
- Nome scientifico: Lamium galeobdolon (L.) L. subsp. galeobdolon
- Descrizione: sono presenti degli stoloni basali; il fusto è mediamente meno alto: 15 – 45 cm. ed è semplice e peloso sugli spigoli (ma solo nella parte inferiore); le foglie bratteali superiori sono più arrotondate (quasi ovali) e il rapporto lunghezza/larghezza è pari a 1 – 2, inoltre il margine è crenato; ogni pianta ha mediamente da 2 a 4 verticillastri con una corona formata da 2 – 4 fiori ciascuno; la corolla è mediamente più lunga (lunghezza:17 – 21 mm).
- Geoelemento: il tipo corologico (area di origine) è Europeo – Caucasico.[9]
- Distribuzione: questa pianta in genere si trova su tutta la penisola italiana (escluse le isole); in particolare però sembra che questa sottospecie non sia stata ancora identificata con certezza sul territorio italiano[9].
- Habitat: l'habitat tipico per questa sottospecie sono le nicchie umide e ombrose dei sottoboschi, gli anfratti, le pietraie e i cespuglieti.
- Distribuzione altitudinale: sui rilievi queste piante si possono trovare dai 100 fino a 1900 m s.l.m..

#### Subsp.montanum

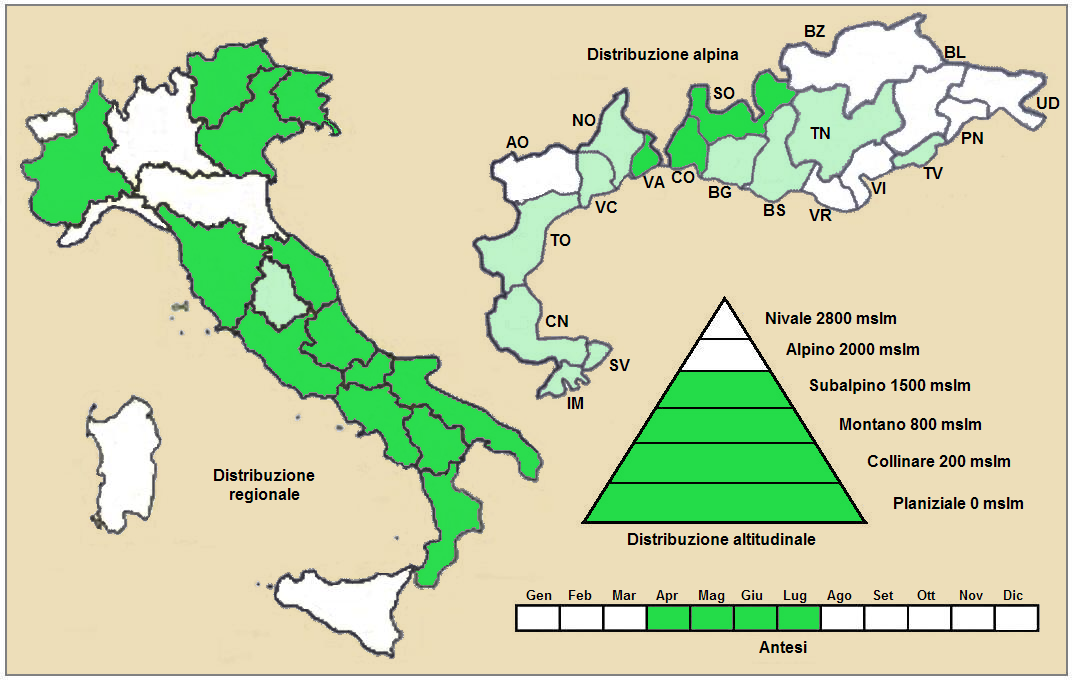
Distribuzione della sottospecie montanum
(Distribuzione regionale – Distribuzione alpina)

- Nome scientifico: Lamium galeobdolon (L.) L. subsp. montanum (Pers.) Hayek, 1929
- Descrizione: sono presenti degli stoloni basali; il fusto è alto dai 20 ai 60 cm. ed è semplice oppure poco ramoso (rami sterili e perlopiù prostrati e pelosi); le foglie bratteali superiori tendono ad essere più lanceolate e il rapporto lunghezza/larghezza è pari a 1,8 – 4,0, inoltre il margine è seghettato (eventualmente crenato-seghettato) con denti assai spaziati; ogni pianta ha mediamente da 3 a 7 verticillastri con una corona formata da 4 – 7 fiori ciascuno; la corolla è più lunga (lunghezza:17 – 25 mm).[9]
- Geoelemento: il tipo corologico (area di origine) è Europeo.
- Distribuzione: questa pianta si trova, ma raramente, sugli Appennini centrali e meridionali. Sulle Alpi si trova soprattutto sui versanti nordici (nella zona italiana questa pianta è stata trovata nelle province di Varese, Como e Sondrio). In Europa si trova sui seguenti rilievi: Vosgi, Foresta Nera, Pirenei, Massiccio Centrale, Massiccio del Giura e Carpazi.[16]
- Habitat: l'habitat tipico per questa sottospecie sono i boschi di latifoglie (faggete, querceti, pioppeti e carpineti). Il substrato preferito è sia calcareo che siliceo con pH neutro e medi valori nutrizionali con terreno mediamente umido.
- Distribuzione altitudinale: sui rilievi queste piante si possono trovare sui seguenti piani vegetazionali: collinare, montano e subalpino.
- Fitosociologia: dal punto di vista fitosociologico Lamium galeobdolon appartiene alla seguente comunità vegetale:[16]

Formazione : delle comunità forestali
Classe : Carpino-Fagetea sylvaticae

#### Subsp.argentatum
- Nome scientifico: Lamium galeobdolon (L.) L. subsp. argentatum (Smejkal) J.Duvign., 1987
- Distribuzione: questa sottospecie non è presente in Italia, ma nell'Europa centro-settentrionale.[17]

### Sinonimi
Lamium galeobdolon ha avuto nel tempo diverse nomenclature. L'elenco seguente indica alcuni tra i sinonimi più frequenti:
- Cardiaca sylvatica Lam.
- Galeobdolon galeobdolon  (L.) H.Karst.
- Galeobdolon luteum  Huds.
- Galeobdolon umbrosum  Wibel
- Galeobdolon vulgare  (Pers.) Pers.
- Galeopsis galeobdolon  L.
- Galeopsis lutea  Gilib.
- Lamiastrum galeobdolon  (L.) Ehrend. & Polatschek
- Lamium cavernianum  Losa
- Lamium galeobdolon  (L.) Crantz
- Lamium luteum  Krock.
- Lamium vulgare  (Pers.) Fritsch
- Leonurus galeobdolon  (L.) Scop.
- Pollichia galeobdolon  (L.) Schrank
- Pollichia longicaulis  Krock.
- Pollichia vulgaris  Pers.

Sinonimi della sottospecie argentatum
- Galeobdolon argentatum  Smejkal
- Lamiastrum argentatum  (Smejkal) Soják
- Lamiastrum galeobdolon subsp. argentatum  (Smejkal) Stace
- Lamium argentatum  (Smejkal) Henker ex G.H.Loos
- Lamium galeobdolon f. argentatum  (Smejkal) Mennema

Sinonimi della sottospecie falvifum
- Galeobdolon flavidum  (F.Herm.) Holub
- Lamiastrum flavidum  (F.Herm.) Ehrend.
- Lamium flavidum  F.Herm.
- Lamium pallidum  F.Herm.

Sinonimi della sottospecie montanum
- Galeobdolon endtmannii  (G.H.Loos) Holub
- Galeobdolon luteum var. florentinum  Silva Tar.
- Galeobdolon luteum var. montanum  (Pers.) Nyman
- Galeobdolon luteum subsp. montanum  (Pers.) R.R.Mill
- Galeobdolon luteum subsp. montanum  Dvorakova
- Galeobdolon montanum  (Pers.) Rchb.
- Lamiastrum galeobdolon subsp. montanum  Ehrend. & Polatschek
- Lamiastrum montanum  (Pers.) Ehrend.
- Lamium endtmannii  G.H.Loos
- Lamium galeobdolon var. montanum  (Pers.) Pers.
- Lamium montanum  (Pers.) Hoffm. ex Kabath
- Lamium montanum subsp. endtmanni i (G.H.Loos) G.H.Loos
- Lamium montanum var. florentinum  (Silva Tar.) Buttler & Schippm.
- Pollichia montana  Pers.

### Specie simili
Questa pianta può facilmente essere scambiata per un'ortica (anche se le due specie appartengono a famiglie diverse: Urticaceae è la famiglia per le “ortiche” vere). Lamium galeobdolon si distingue soprattutto per la sezione del fusto: quadrata nelle piante del genere Lamium, circolare nelle “ortiche” vere e proprie. Mentre le foglie sono molto simili: da qui il nome comune (“Falsa ortica”) derivato da credenze antiche anche se naturalmente queste piante sono totalmente prive di peli urticanti e quindi non pungono. Molto simili tra di loro sono invece alcune specie dello stesso genere che vivono nella fascia alpina. L'elenco seguente mette in risalto le differenze morfologiche di queste specie:
- Lamium album L. - Falsa ortica bianca: si distingue subito per il colore bianco dell'infiorescenza.
- Lamium amplexicaule L. - Lamio a foglie abbraccianti: l'infiorescenza è purpurea; le foglie hanno degli apici arrotondati e sono abbraccianti; la pianta è annua ed è alta 8–30 cm con fiori grandi 13–18 mm.
- Lamium galeobdolon L. - Falsa ortica gialla: si distingue subito per il colore giallo dell'infiorescenza.
- Lamium maculatum L. - Falsa ortica macchiata: l'infiorescenza è purpurea; le foglie hanno un apice acuto; la pianta è perenne ed è alta 15–30 cm con fiori grandi 20–30 mm.
- Lamium orvala L. - Falsa ortica maggiore: l'infiorescenza è purpurea; la pianta è grande (massimo 100 cm) e i fiori sono i più grandi (25 – 40 mm).
- Lamium purpureum L. - Lamio purpureo: l'infiorescenza è purpurea; la pianta è piccola (massimo 20 cm) e i fiori sono piccoli (7 – 12 mm).

## Usi

### Farmacia
- Sostanze presenti: in queste piante, come in altre specie dello stesso genere, sono presenti diverse sostanze come oli eterei (all'interno di peli ghiandolari), mucillagini, tannino, saponine e sali di potassio[2].
- Proprietà curative: la medicina popolare utilizza questa piante come vulnerarie (guarisce le ferite), antispasmodiche (attenua gli spasmi muscolari, e rilassa anche il sistema nervoso), depurative (facilita lo smaltimento delle impurità), espettoranti (favorisce l'espulsione delle secrezioni bronchiali), risolventi in generale, toniche (rafforza l'organismo in generale) e astringenti (limita la secrezione dei liquidi)[2][18].

### Giardinaggio
L'utilizzo di questa specie da parte dell'uomo è circoscritto principalmente al giardinaggio grazie anche alla sua vistosa fioritura. Inoltre, se la pianta è sistemata in una zona riparata ma fresca, la fioritura viene mantenuta per lunga parte dell'anno in quanto i fiori si succedono quasi ininterrottamente sino ad agosto inoltrato..

## Altre notizie
Il lamio giallo in altre lingue è chiamato nei seguenti modi:
- (DE)  Blassgelbe Goldnessel
- (FR)  Lamier jaunâtre oppure Ortie jaune

## Galleria d'immagini

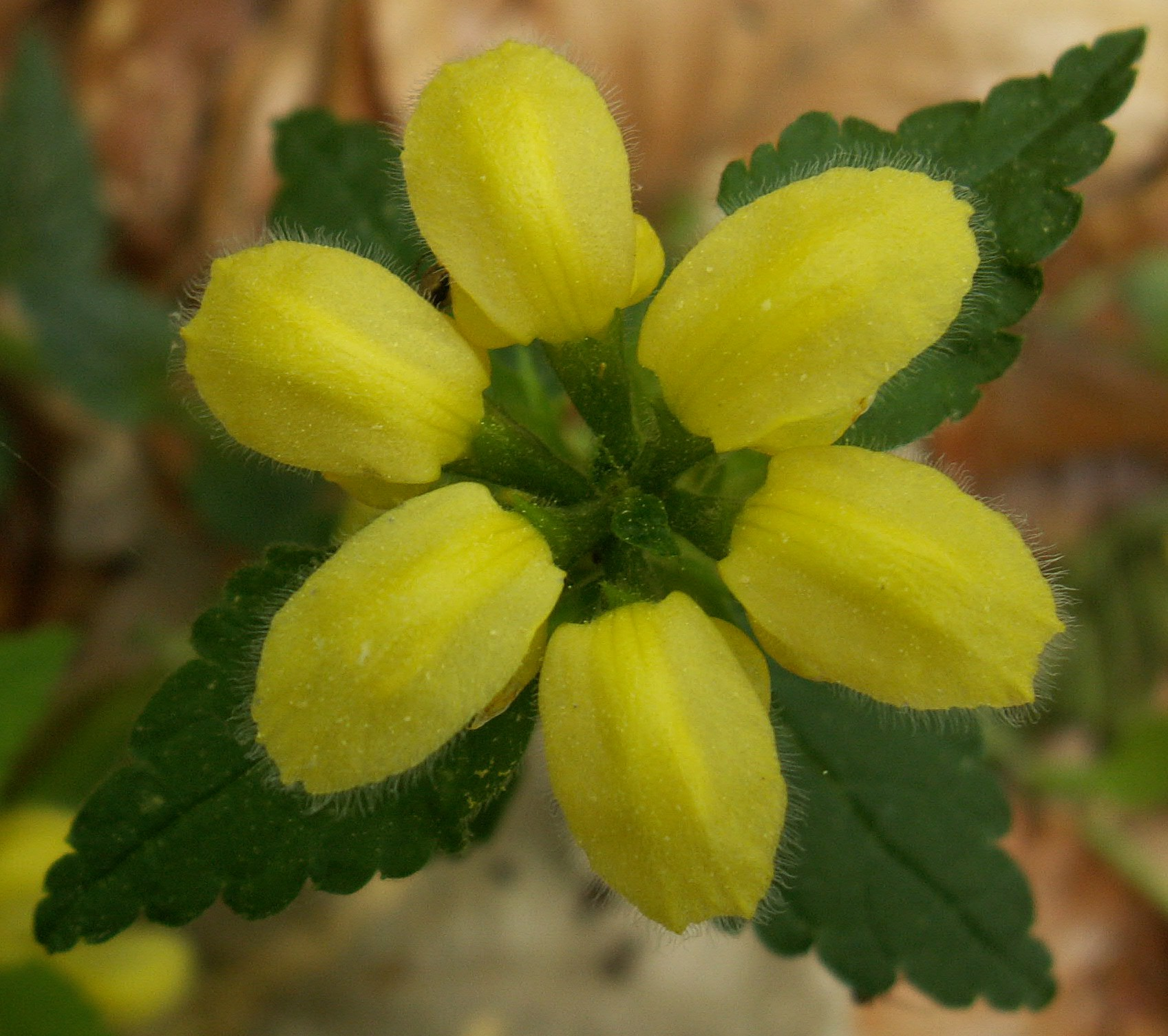
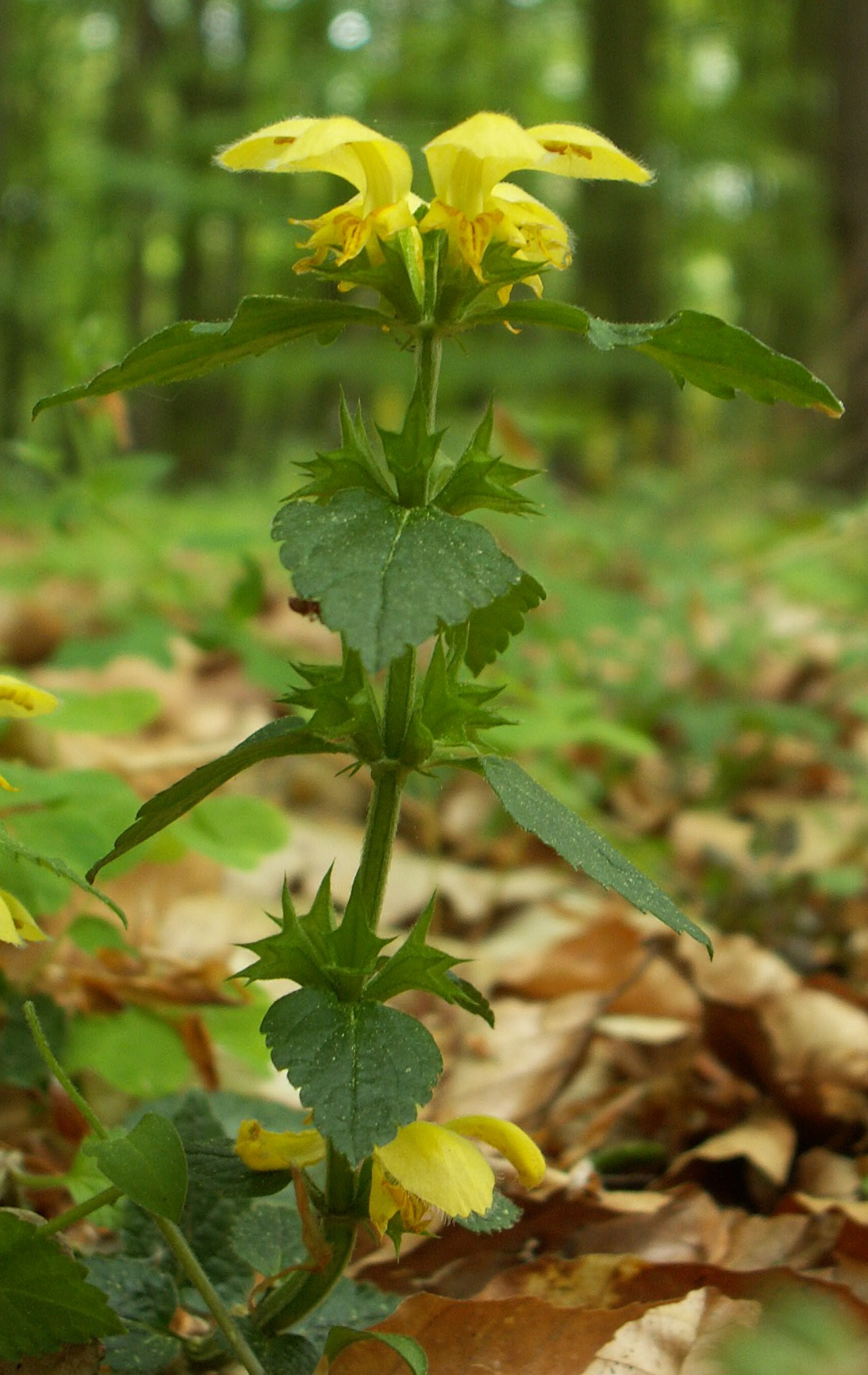
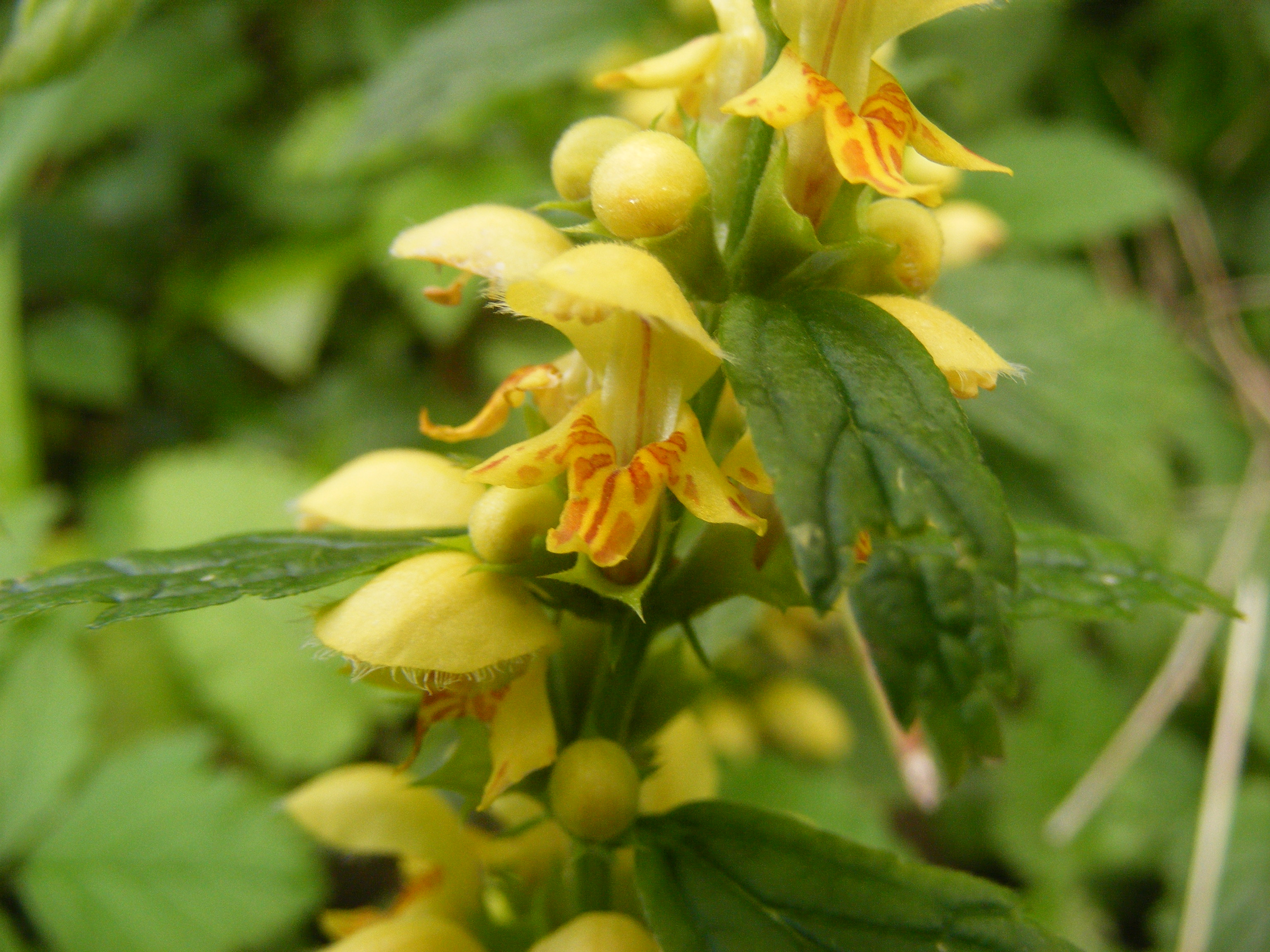
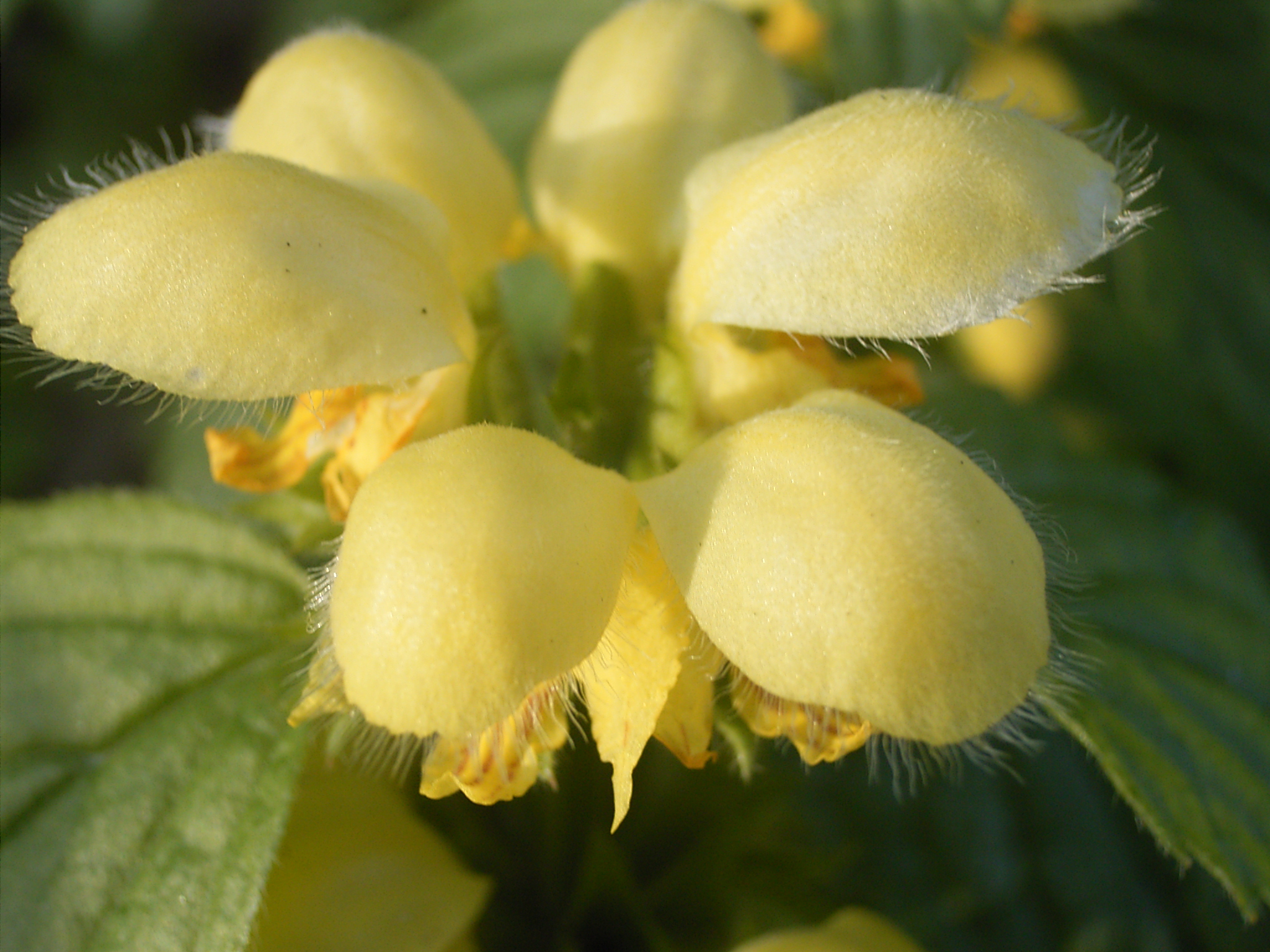